# Eupithecia sogai
Eupithecia sogai là một loài bướm đêm trong họ Geometridae.